# Barbareño jezik
Barbareño jezik (ISO 639-3: boi), izumrli indijanski jezik kojim su govorili Barbareño Indjanci na jugozapadu alifornije, na području današnjeg okruga Santa Barbara, SAD.
Pripada čumaškoj porodici jezika, velika porodica hoka. Nije bio razumljiv drugim čumaškim jezicima. Pripadnici etničke grupe danas govore engleski [eng].

## Vanjske poveznice
- Ethnologue (14th)
- Ethnologue (15th)